# Elephantorrhiza woodii
Elephantorrhiza woodii är en ärtväxtart som beskrevs av Edwin Percy Phillips. Elephantorrhiza woodii ingår i släktet Elephantorrhiza och familjen ärtväxter. Inga underarter finns listade i Catalogue of Life.